# Zusatzweiterbildung Kardiale Magnetresonanztomographie
Die Zusatzweiterbildung Kardiale Magnetresonanztomographie ist eine in der Musterweiterbildungsordnung der deutschen Bundesärztekammer von 2018 (MWBO) aufgeführte Zusatzweiterbildung in kardialer Magnetresonanztomographie für Fachärzte aller Facharztbezeichnungen.

## Definition
Die Zusatzweiterbildung Magnetresonanztomographie umfasst in Ergänzung zu einer Facharztkompetenz die Durchführung und Befundung der gebietsbezogenen Magnetresonanztomographie.

## Mindestanforderung
Um die Bezeichnung Kardiale Magnetresonanztomographie führen zu dürfen, müssen Ärzte
- über die Anerkennung als Facharzt für Innere Medizin und Kardiologie verfügen und zusätzlich
  - 12 Monate Kardiale Magnetresonanztomographie unter Befugnis an Weiterbildungsstätten absolviert haben
- über Kenntnisse, Erfahrungen und Fertigkeiten im Fach gemäß den in der Weiterbildungsordnung festgelegten Weiterbildungsinhalten verfügen.[1]

Bei der Anmeldung zur Weiterbildungsprüfung müssen der zuständigen Ärztekammer sämtliche Nachweise über die erfüllten Mindestanforderungen vorgelegt werden. Dazu gehören auch die Logbuch-Dokumentationen über alle durch die MWBO vorgegebenen Inhalte der Weiterbildung.

## Inhalte der Weiterbildung
Zur Weiterbildungsprüfung muss man darlegen können, dass man Kenntnisse, Erfahrungen und Fertigkeiten unter anderem in folgenden Bereichen erlangt hat:
- Strahlenschutz
  - Umgang mit Besonderheiten des Schutzes vor nicht-ionisierender Strahlung im Kindes- und Jugendalter, bei Schwangeren und Risikopatienten
- Technik der Magnetresonanztomographie
- Kontrastmittel
  - Indikationsgemäße Auswahl, Dosierung und Pharmakokinetik von MRT-Kontrastmitteln
  - Erstmaßnahmen bei kontrastmittelassoziierten

Komplikationen, z. B. anaphylaktischer/anaphylaktoider Reaktionen
- - Erstellung und Anwendung von MRT-Untersuchungsprotokollen für die gebietsbezogene Magnetresonanztomographie einschließlich geeigneter Kontrastmittel
  - Erkennung typischer Neben- und Zufallsbefunde im Untersuchungsvolumen außerhalb des Organbezugs
- Organbezogene MRT
  - Indikationsstellung, Durchführung und Befunderstellung von MRT-Untersuchungen am Herzen und herznahen Gefäßen.[1]

Die Inhalte der Musterweiterbildungsordnung sind allerdings nur eine Empfehlung für die rechtsverbindlichen Weiterbildungsordnungen der Landesärztekammern, die hiervon abweichende Regelungen treffen können.